# Kloster Palais-Notre-Dame
Das Kloster Palais-Notre-Dame (lateinisch Palatium Beatae Mariae) ist eine ehemalige Zisterzienserabtei in der Gemeinde Thauron im Département Creuse, Region Nouvelle-Aquitaine, in Frankreich. Das Kloster liegt rund 9 km nördlich von Bourganeuf.

## Geschichte
Das Kloster wurde von Géraud de Salles um 1155 am Ufer des Taurion gegründet und mit Mönchen aus Kloster Dalon besetzt, mit dem es 1162 in der Filiation der Primarabtei Pontigny dem Zisterzienserorden anschloss. In der Französischen Revolution wurde es 1791 aufgelöst. Heute befindet es sich in Privatbesitz.

## Bauten und Anlage
Von dem Kloster sind nur Spuren der Kirche aus dem 12. Jahrhundert mit flachem Schluss vorhanden.